# قرار مجلس الأمن التابع للأمم المتحدة رقم 1097
قرار مجلس الأمن التابع للأمم المتحدة 1098 ، الذي اتخذ بالإجماع في 27 فبراير 1997، وبعد إعادة تأكيد القرار 696 (1991) وجميع القرارات اللاحقة بشأن أنغولا، مدد المجلس ولاية بعثة الأمم المتحدة الثانية للتحقق في أنغولا حتى 31 مارس 1997.
وأشار القرار إلى ان تشكيل حكومة وحدة وطنية ومصالحة تأجل مرة أخرى لأن يونيتا لم تذعن للجدول الزمني المحدد في سياق بروتوكول لوساكا. وقد تأخر أيضا تنفيذ الجوانب السياسية والعسكرية لاتفاقات السلام، وشدد على أهمية يونيتا في الوفاء بالتزاماتها.
وبعد تمديد ولاية بعثة الأمم المتحدة الثالثة للتحقق في أنغولا، دعا المجلس حكومة أنغولا ويونيتا إلى حل المسائل المتبقية وإنشاء حكومة الوحدة الوطنية والمصالحة، وطلب إلى الأمين العام للأمم المتحدة كوفي عنان أن يقدم تقريرا بحلول 20 مارس 1997 عن التقدم المحرز في هذا الصدد.
وأعرب مجلس الأمن عن استعداده لفرض تدابير ضد يونيتا، يرد وصفها في القرار 864 (1993)، وشدد على أن الجهود التي يبذلها الممثل الخاص للأمين العام، بالتعاون مع اللجنة المشتركة، ضرورية لعملية السلام.

## وصلات خارجية
- Text of the Resolution at undocs.org